# Paratripyla
Paratripyla är ett släkte av rundmaskar. Paratripyla ingår i familjen Tripylidae.
Kladogram enligt Catalogue of Life:
| Paratripyla | \| \| Paratripyla intermedia \| \| \| \| \| \| Paratripyla minuta \| \| \| \| |
|             | \| \| Paratripyla intermedia \| \| \| \| \| \| Paratripyla minuta \| \| \| \| |
|             | Abunema                                                                       |
|             |                                                                               |
|             | Anguillula                                                                    |
|             |                                                                               |
|             | Monochromadora                                                                |
|             |                                                                               |
|             | Sinanema                                                                      |
|             |                                                                               |
|             | Tobrilia                                                                      |
|             |                                                                               |
|             | Tobriloides                                                                   |
|             |                                                                               |
|             | Tobrilus                                                                      |
|             |                                                                               |
|             | Tripyla                                                                       |
|             |                                                                               |
|             | Trischistoma                                                                  |
|             |                                                                               |
|             | Udonchus                                                                      |
|             |                                                                               |
|             | Paratripyla intermedia                                                        |
|             |                                                                               |
|             | Paratripyla minuta                                                            |
|             |                                                                               |

|  | Paratripyla intermedia |
|  |                        |
|  | Paratripyla minuta     |
|  |                        |